# Thérèse de Brunswick-Wolfenbüttel
La princesse Thérèse Nathalie de Brunswick-Wolfenbüttel-Bevern (4 juin 1728 à Wolfenbüttel - 26 juin 1778 à l'Abbaye de Gandersheim, à Bad Gandersheim) est une noble allemande. Elle est membre de la Maison des Welf et est la princesse-abbesse de l'Abbaye de Gandersheim.

## Biographie
Thérèse Nathalie est la sixième fille du duc Ferdinand-Albert II de Brunswick-Wolfenbüttel (1680-1735) et son épouse Antoinette de Brunswick-Wolfenbüttel (1696-1762), fille du duc Louis-Rodolphe de Brunswick-Wolfenbüttel et Christine-Louise d'Oettingen-Oettingen. Thérèse Nathalie est une cousine germaine de l'archiduchesse Marie-Thérèse d'Autriche, reine de Hongrie et de Bohême. Elle est la belle-sœur du roi Frédéric II de Prusse.
Les efforts visant à marier la princesse Thérèse Nathalie avec un archiduc d'Autriche ou un prince français échouent parce qu'elle n'est pas disposée à se convertir au Catholicisme. En 1747, elle devient religieuse à l'Abbaye de Herford. Elle est choisie pour succéder à Élisabeth de Saxe-Meiningen (1681-1766) comme abbesse de l'Abbaye de Gandersheim. En novembre 1750, elle est nommée chanoinesse à Gandersheim. Élisabeth meurt le soir de Noël 1766, après 53 ans en poste. Comme prévu, Thérèse Nathalie est élue pour la remplacer et est intronisée le 3 décembre 1767.
Au cours de son mandat, Thérèse Nathalie séjourne souvent à la cour de son frère aîné Charles Ier de Brunswick-Wolfenbüttel. Elle est décédée à Gandersheim, le 26 juin 1778 et est enterrée dans la crypte au-dessous de Église Saint-Blaise de Brunswick. Elle est remplacée en tant que abbesse par sa nièce Auguste Dorothée de Brunswick-Wolfenbüttel (1749-1810), qui est la dernière princesse-abbesse de Gandersheim.